# Paul Davidovitch
Paul von Davidovitch (Davidovich ou Davidowich, né en 1750 et mort en 1814) est un général autrichien.

## Biographie
Il se distingue d’abord contre les Turcs en 1789-1791. Lors des guerres de la Révolution française, il commande aux Pays-Bas autrichiens dans l’armée du Prince de Cobourg, et assiste à la bataille de Wattignies.
En mars 1795, il est feld-maréchal lieutenant, et passe en Italie sous les ordres de Wurmser, lors de la deuxième période de la campagne d’Italie. Après les premières victoires de Bonaparte, il fait partie du corps détaché de l’armée opérant sur le Rhin envoyé pour contrer les Français en Lombardie. Il prend la ville de Trente et rejette le général Vaubois sur Rivoli. Il se distingue ensuite lors de la bataille de Rivoli où il fait prisonnier les généraux Fiorella et Vallet, malgré la défaite autrichienne.
Il participe à la campagne de 1805 en Italie sous les ordres de l’archiduc Charles, puis en Serbie. Il est nommé gouverneur de Komorn en 1809.